# Lazisko
Lazisko (Hongaars: Laziszkó) is een Slowaakse gemeente in de regio Žilina, en maakt deel uit van het district Liptovský Mikuláš.
Lazisko telt 414 inwoners.